# Ushibuka
Ushibuka (牛深市 -shi) é uma cidade japonesa localizada na província de Kumamoto.
Em 2003 a cidade tinha uma população estimada em 17 429 habitantes e uma densidade populacional de 194,17 h/km². Tem uma área total de 89,76 km².
Recebeu o estatuto de cidade a 1 de Julho de 1954.